# Odontopera rava
Odontopera rava là một loài bướm đêm trong họ Geometridae.